# Blackpink
Pour les articles homonymes, voir black et pink.
Blackpink (stylisé BLACKPINK ou BLΛƆKPIИK, hangeul : 블랙핑크 ; RR : Beullaegpingkeu) est un girl group sud-coréen de K-pop, originaire de Séoul. Formé en 2016 par YG Entertainment, il est le deuxième groupe féminin à débuter, après 2NE1, au sein de la YG Entertainment.
Le groupe est composé de quatre membres se prénommant Jennie, Lisa, Jisoo et Rosé. Elles forment un groupe multinational, venant de Nouvelle-Zélande, de Thaïlande et de Corée du Sud. Le groupe fait ses débuts le 8 août 2016, avec son premier album single, Square One, qui donne naissance à Boombayah, leur première chanson numéro un en Corée du Sud, ainsi que Whistle, leur premier tube numéro un sur le classement du Billboard World Digital Songs. Avec le succès commercial précoce du groupe, elles sont reconnues comme le nouvel artiste de l'année à la 31 des Golden Disc Awards et à la 26e édition des Seoul Music Awards,.
Blackpink est le groupe de K-pop féminin le plus haut classé sur le Billboard Hot 100 et le Billboard 200, culminant respectivement à la treizième place (avec Ice Cream sortie en 2020) et à la première place (avec BORN PINK sortie en 2022). Elles sont également le premier groupe féminin de K-pop à entrer dans le classement du Billboard's Emerging Artists et à le culminer, et le premier groupe féminin de K-pop à avoir quatre singles numéro un sur le classement du Billboard's World Digital Song Sales.
En 2018, au moment de sa sortie, Ddu-Du Ddu-Du, était le clip vidéo sud-coréen le plus visionné au cours des vingt-quatre premières heures sur YouTube, et en janvier 2019, il est devenu le clip vidéo le plus visionné pour un groupe de K-pop sur le site avec plus de 2 milliards de vues,. Depuis septembre 2021, Blackpink est l'artiste musical avec le plus d'abonnés sur YouTube ; fin novembre 2023, elles atteignent les 92 millions d'abonnés et reçoivent par ailleurs une importante distinction par le roi Charles III liée à la COP26. Le 5 décembre 2023, leur contrat pour les activités de groupe est annoncé comme renouvelé par YG Entertainment.

## Histoire

### Origines (2010-2015)

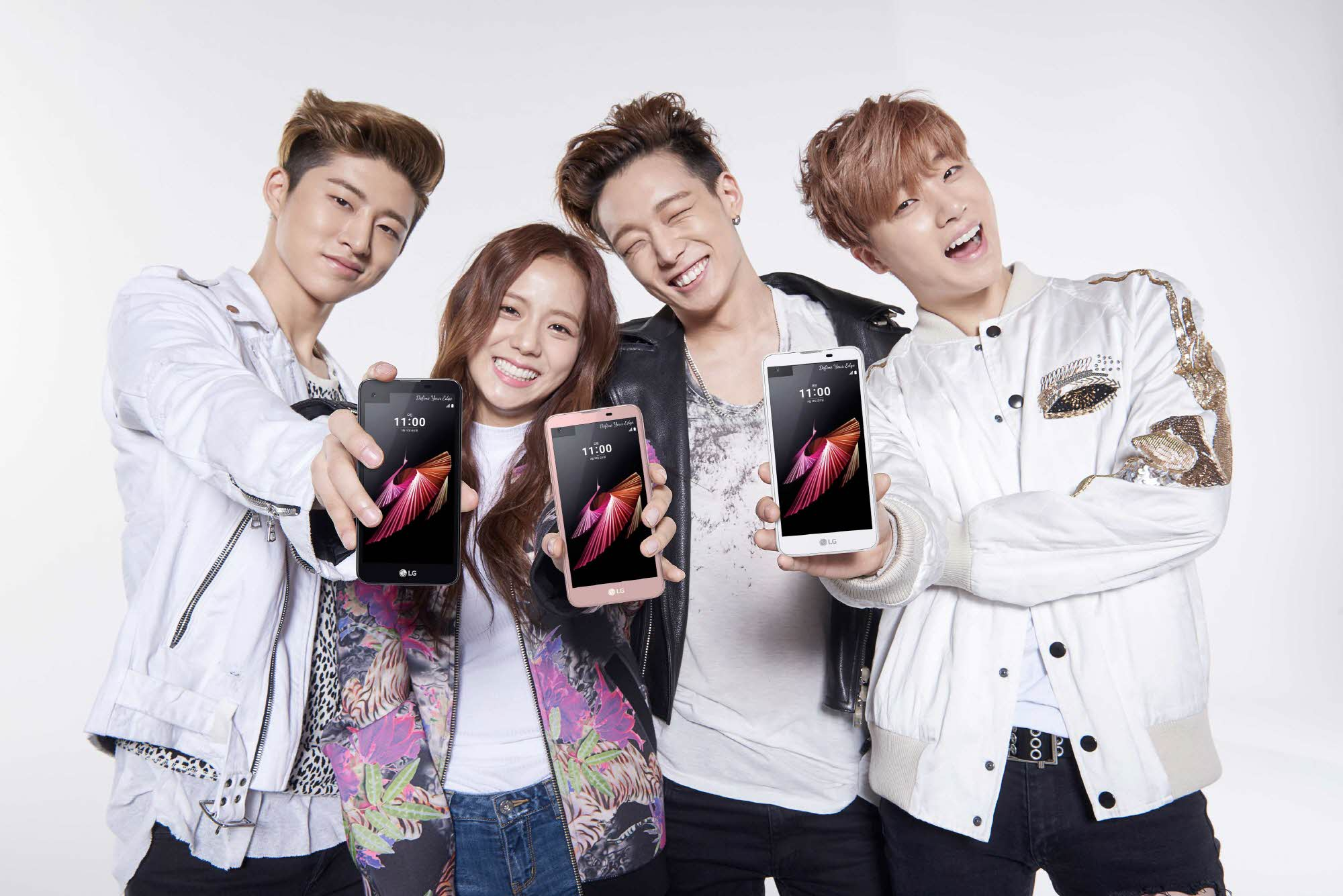
Jisoo avec des membres d'iKon, un groupe du même label.

Avant de débuter, Jisoo apparaît dans plusieurs films publicitaires, par exemple dans Samsonite Red aux côtés de l'acteur Lee Min-ho et dans Smart Uniform avec iKon, un boys band de YG Entertainment,. Jisoo intègre YG Entertainment en 2011 alors qu'elle avait 16 ans. Elle participe également aux clips vidéo de ses collègues de label, avec par exemple Happen Ending d'Epik High et I'm Different de Hi Suh-yun,. En 2015, elle apparaît pour la première fois dans le drama, The Producers diffusé sur KBS, en tant qu'invitée aux côtés de Sandara Park et Kang Seung-yoon. Jisoo est aussi présentatrice de l'émission Inkigayo pendant un an auprès de Jinyoung des Got7 et Doyoung de NCT. Jennie est née à Anyang, une ville de la province de Gyeonggi, en Corée du Sud. Elle déménage en Nouvelle-Zélande peu après sa naissance. Elle parle couramment le coréen, le japonais et l'anglais. Jennie est stagiaire chez YG Entertainment pendant cinq ans et onze mois, depuis août 2010. Avant de débuter avec Blackpink, elle est apparue dans le clip vidéo That XX de G-Dragon de son album One of a Kind. Elle collabore aussi avec des collègues de label tels que Lee Hi pour sa chanson Special, Seungri pour GG Be et G-Dragon pour Black, où elle chante et rappe.
Rosé vit à Melbourne, en Australie, où elle remporte les auditions de YG Entertainment en 2012. Rosé sait jouer du piano et de la guitare. Elle participe à la chanson Without You de G-Dragon. Elle est la dernière membre à rejoindre l'agence et est celle qui a la période la plus courte en tant que « trainee » (« stagiaire »), quatre ans seulement. Lisa commence la danse très tôt et faisait partie d'un groupe de danse thaïlandais nommé We Zaa Cool avec BamBam du groupe Got7. Elle se classe première à l'audition thaïlandaise de YG Entertainment en 2010 en battant 3 000 candidats. Lisa rejoint l'agence l'année suivante, faisant d'elle la première artiste non sud-coréenne de YG Entertainment. En 2015, elle prend le rôle de modèle pour Nona9on aux côtés de ses collègues de label Bobby et B.I du groupe iKon. Elles donnent leurs deux derniers concerts au Gocheok Ski Dome le 18 septembre 2023.

### Promotions et débuts avecSquare One(2016)

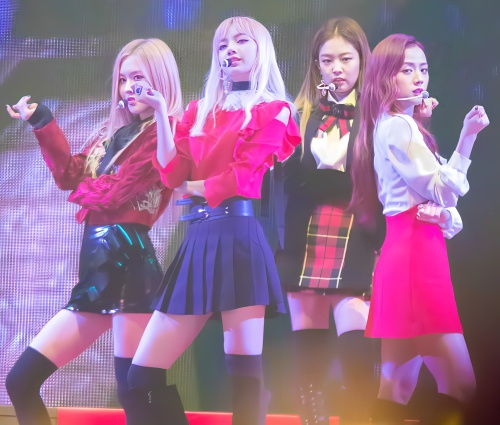
Blackpink interprétant Playing with Fire aux 8e édition des MelOn Music Awards le 29 novembre 2016.

Le 1er juin 2016, YG Entertainment publie une image du groupe, puis chaque semaine une nouvelle membre est présentée. Jennie est la première, puis Lisa, la deuxième, est révélée au travers d'une vidéo YouTube postée sur la chaîne de l'agence même, suscitant une grande curiosité au regard de ses compétences de danseuse,. Le 15 juin 2016, la troisième membre, Jisoo, est présentée au public, c'est la plus âgée du groupe,. Le 22 juin, Rosé est finalement révélée, pour clore l'effectif du groupe. Le 29 juin, YG Entertainment publie des photos du groupe, confirmant sa composition finale et son nom définitif. Bien que leurs débuts soient annoncés par leur agence pour fin juillet, il est décalé au 8 août. YG Entertainment affirme également que le groupe n'avait pas de leader. Le 29 juillet 2016, YG Entertainment publie une photo confirmant les débuts du groupe le 8 août à 20 h,. Les préparatifs promotionnels ont commencé en août avec la sortie de teasers et la participation à des chansons et à des publicités,. En effet le 4 août, un teaser de Jennie et de deux autres membres du groupe marchant en ville est révélée. Le 5 août, et une photo de Lisa et de deux autres membres du groupe ont été publiées. Ce même jour, YG Entertainment sort une image promotionnelle dévoilant la chanson titre de débuts, Boombayah produite par Teddy et écrite par ce dernier et Bekuh Boom. Le 7 août, un teaser de Jisoo et deux autres photos du groupe sont publiées. Boombayah sort le lendemain,.
Le 8 août 2016, une image promotionnelle est publiée avec le nom de leur premier album single, intitulé Square One. Quelques heures plus tard, à 14 h, heure sud-coréenne, les deux singles Boombayah et Whistle sortent après un concert du groupe,,. Boombayah est un morceau avec un rythme rapide et une cadence soutenue. Il est dirigé par Seo Hyun Seung qui a aussi dirigé I Am the Best de 2NE1 et Fantastic Baby de Big Bang. Moins d'une heure après sa sortie, le groupe se retrouve en tête des classements musicaux avec ces deux titres, et leurs clips vidéo comptabilisent neuf et dix millions de vues en quatre jours. C'est l'un des meilleurs débuts pour un groupe de K-pop,,. En effet, les deux singles figurent au premier et au deuxième rang sur le classement du Billboard World Digital Songs, et Blackpink est le groupe le plus rapide à le faire et le troisième artiste ou groupe sud-coréen à occuper les deux premières positions après ses collègues de label, Psy et Big Bang. Whistle, leur second titre, produit et écrit par Teddy et Future Bounce, domine les classements, mobiles, de téléchargements numériques et de streaming sur Gaon tout le mois d'août,. Elles ont également atteint le numéro un des classements hebdomadaires de popularité, de clips vidéo et de clips vidéo de K-pop du plus grand site web chinois de streaming musical, QQ Music. Leurs débuts sur scène se fait le 14 août dans l'émission de télévision Inkigayo de la chaîne SBS,. Elles remportent la première place à Inkigayo treize jours après leurs débuts et ont battu le record du temps le plus court pour un girl group à gagner sur un programme de musique après leurs débuts. Elles terminent leurs promotions pour Square One le 11 septembre avec une autre victoire sur Inkigayo.

### Square Twoet débuts japonais avecBlackpink(2016-2017)
Le 1er novembre 2016, elles sortent leur second album single nommé Square Two avec les singles principaux Playing with Fire et Stay. Les chansons sont produites par Teddy Park avec R. Tee et Seo Won-jin. Elles effectuent leur retour sur Inkigayo le 6 novembre et sur M Countdown de Mnet le 10 novembre. Playing with Fire est leur deuxième single à se hisser numéro un sur le classement des Billboard World Digital Songs. En Corée du Sud, Playing with Fire atteint le troisième rang tandis que Stay réussit à atteindre la dixième place. Le succès commercial de Blackpink au cours de leurs cinq premiers mois leur vaut plusieurs récompenses de débutant lors des principaux spectacles de musique de fin d'année sud-coréens, incluant les Asia Artist Awards, les MelOn Music Awards, les Golden Disk Awards, les Seoul Music Awards et les Gaon Chart Music Awards,,,,. De plus, Billboard les nomme l'un des meilleurs nouveaux groupes de K-pop de 2016.
Le 22 juin 2017, le groupe sort un single numérique intitulé As If It's Your Last. La chanson est décrite comme un « mixed genre of music » (« genre musical mixte »), un changement de son par rapport à leurs sorties précédentes. La chanson fait ses débuts au numéro un sur le classement du Billboard World Digital Song daté du 22 juin après seulement une journée de suivi, ce qui en fait leur troisième numéro un sur ce classement. Plus tard, le clip vidéo de la chanson bat le record du clip vidéo le plus apprécié d'un girl group sud-coréen sur YouTube. Le 20 juillet, Blackpink organise un concert au Nippon budōkan, à Tokyo, et annonce que son premier extended play sortirait le 9 août,. Il y avait une audience de plus de 14 000 personnes, et il est signalé qu'environ 200 000 personnes ont essayé d'obtenir des billets pour le concert,. Le 13 juillet, il est officiellement annoncé que le premier album du groupe serait en fait un extended play appelé Blackpink et serait publié le 30 août. Le clip vidéo de Boombayah est également publié ce jour la,. Le même jour, les détails de l'EP sont révélés, y compris la liste des pistes. Il a deux versions, une CD DVD, contenant les versions japonaises et sud-coréennes des singles du groupe plus cinq clips vidéo, et seulement un CD contenant uniquement les chansons en japonais. L'extended play est sorti numériquement le 29 août, via iTunes Japon et dans le monde-. Le groupe fait donc ses débuts japonais le 30 août, avec la sortie de son extended play japonais homonyme, incluant les versions japonaises de leurs précédents singles,. Blackpink est classé parmi les vingt-cinq meilleures chansons de l'été 2017 sur YouTube, avec leur single As If It's Your Last.

### Square Up,Blackpink Arena Tour,Soloet collaboration (2018)

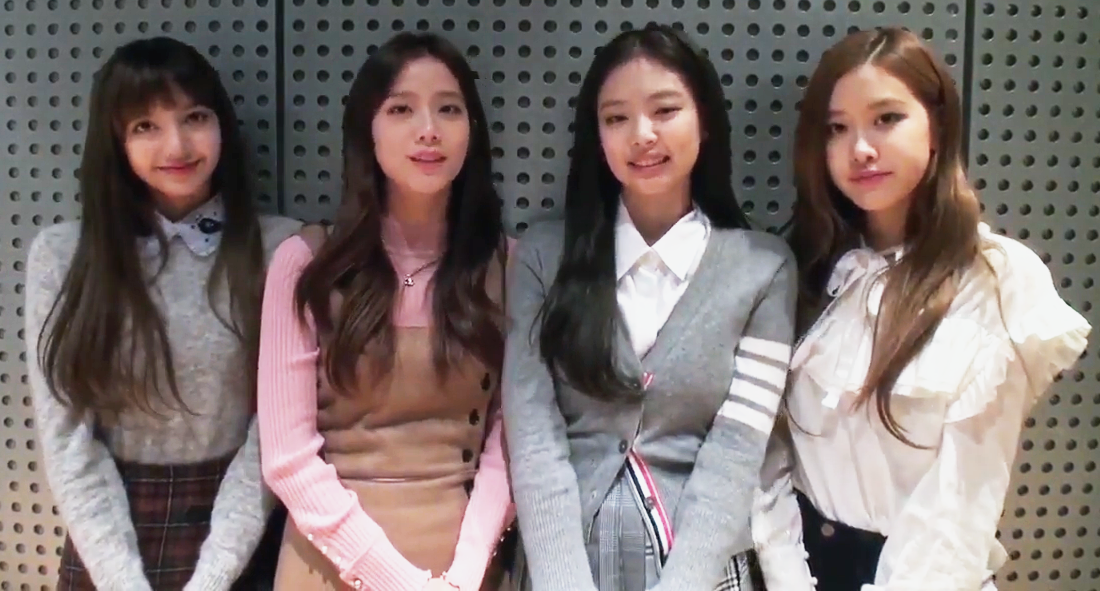
Blackpink célèbre le 25e anniversaire de Marie Claire Korea via YouTube le 21 février 2018.

En janvier 2018, il est annoncé que le premier EP japonais du groupe serait réédité sous le nom de Re: Blackpink. La version numérique comprend les mêmes chansons que la version originale, tandis que la version physique comprend un DVD contenant tous les clips vidéo et six chansons en sud-coréen.
Le 15 juin 2018, le groupe sort son premier EP en coréen intitulé Square Up. Il est composé de quatre chansons, Ddu-Du Ddu-Du (뚜두뚜두), Forever Young, See U Later et Really. Elles annoncent le même jour qu'elles ouvrent chacune leur propre compte Instagram. Le premier single Ddu-Du Ddu-Du de l'EP fait ses débuts à la dix-septième place sur l'Official Trending Chart au Royaume-Uni, ce qui en fait le premier groupe féminin de K-pop à entrer dans ce classement depuis son lancement en 2016. Le single fait également ses débuts en tant que Hot 100 le plus performant jamais enregistré par un groupe de K-pop entièrement féminin, avec une place au numéro cinquante-cinq avec 12,4 millions d'écoutes américaines et 7 000 téléchargements au cours de la semaine de suivi se terminant le 21 juin. Le single fait également ses débuts à la 39e place sur l'US Streaming Songs, où Blackpink devient le premier groupe de K-pop féminin à y entrer avec un titre. Square Up apporte également au groupe sa première entrée, et le classement le plus élevé en 2018, d'un groupe entièrement féminin de K-pop sur le Billboard 200 américain, débutant à la 40e place avec 14 000 exemplaires vendues, dépassant son collègue du label 2NE1 avec un record en 2014 avec leur dernier album Crush qui culmine à la 61e place. L'EP entre également en tête du classement des Billboard World Albums. En Corée du Sud, Square Up fait ses débuts au numéro un du Gaon Albums Chart. Le single Ddu-Du Ddu-Du culmine premier sur les classements, mobiles, numériques, de téléchargements numériques et de streaming sur Gaon dans sa deuxième semaine, tandis que Forever Young, une autre chanson de l'EP, culmine au numéro deux,,,. Le décompte officiel de YouTube voit le clip de Ddu-Du Ddu-Du récolter un total de 36,2 millions de vues dans les vingt-quatre premières heures après sa sortie, ce qui en fait la vidéo en ligne la plus visionnée au cours des vingt-quatre premières heures par un groupe sud-coréen et la deuxième plus regardé de tous les temps au cours des 80 premières heures.
Le 7 juillet 2018, la dernière étape de la tournée est ajoutée pour le 24 décembre au Kyocera Dome Osaka comme cadeau de Noël pour leurs fans, ce qui en fait le premier groupe de filles étrangères à se produire dans un stade en forme de dôme au Japon. Elles ont entamé leur première tournée au Japon, le Blackpink Arena Tour 2018, à Osaka du 24 juillet au 25 juillet[pas clair]. Le 12 septembre, il est annoncé que le groupe tiendrait son premier concert à Séoul intitulé Blackpink 2018 Tour [in Your Area] Seoul x BC Card à l'Olympic Gymnastics Arena.

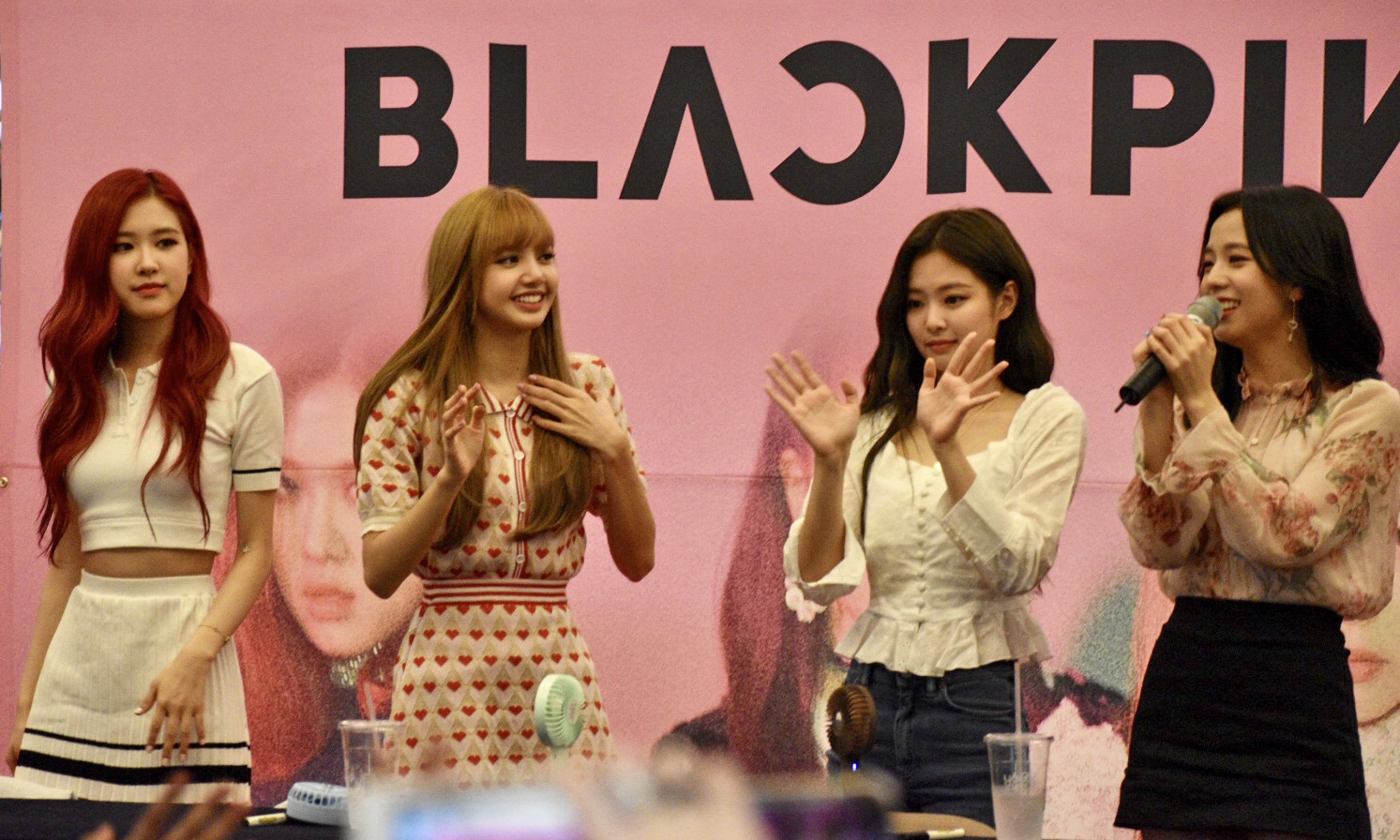
Blackpink participant à une séance d'autographes pour les fans pour Square Up tenue à l'AK Plaza de Bundang, le 24 juin 2018.

En septembre 2018, la chanteuse anglaise Dua Lipa annonce Kiss and Make Up, une collaboration avec Blackpink qu'elle écrite pour la réédition de l'édition complète de son premier album sorti le 19 octobre. Le 12 septembre, Kiss and Make Up est sortie et fait ses débuts à la quatre-vingt-treizième place au Billboard Hot 100, marquant la deuxième entrée de Blackpink dans ce classement, et en faisant le seul groupe de filles sud-coréennes à marquer plusieurs entrées dans ce classement. La chanson est également leur deuxième chanson dans l'UK Singles Chart, culminant à la 36e place. C'est également leur première entrée dans le Top 40, ce qui en fait le premier groupe féminin de K-pop et le troisième groupe sud-coréen à atteindre le classement du Top 40.
En octobre, le groupe signe avec Interscope Records pour un partenariat mondial avec YG Entertainment, en effet elles seraient représentées par Interscope Records et Universal Music Group en dehors de l'Asie. Leur agence annonce le 18 octobre que chaque membre du groupe sortira un single solo, à commencer par Jennie. Le 25 octobre est dévoilée, sur le compte Instagram de Blackpink, une affiche promotionnelle pour les débuts en solo de Jennie. En novembre, Blackpink annonce des dates de tournée supplémentaires pour sa tournée mondiale In Your Area, qui couvre treize dates en Asie de janvier à mars 2019. Jennie fait ses débuts en solo, avec Solo, au concert de Blackpink à Séoul le 11 novembre, la chanson et son clip vidéo officiel sont publiés le lendemain,,. Leur premier album studio japonais, Blackpink in Your Area, est mis à disposition numériquement le 23 novembre et physiquement le 5 décembre. L'album studio comprend des versions japonaises de tous leurs chansons précédemment publiées et fait ses débuts à la 9e place du classement des albums japonais. L'album studio se vend à environ 13 000 exemplaires au cours de sa première semaine.

### Première tournée mondiale,Kill This Loveet records (2019)

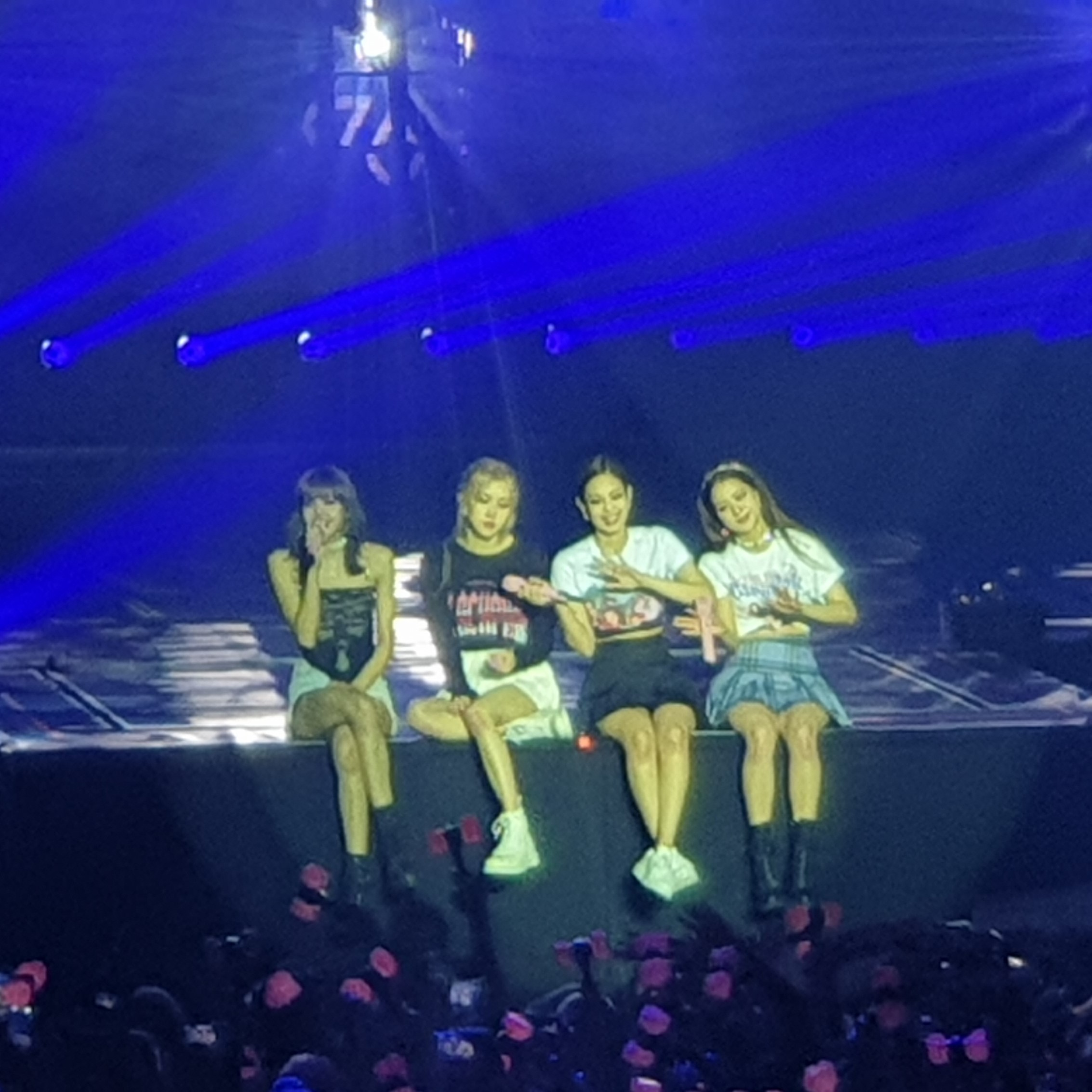
Blackpink se produisant à Amsterdam, aux Pays-Bas, durant le Blackpink World Tour (in Your Area), le 18 mai 2019.

Le 3 janvier 2019, le groupe annonce qu'il participera à l'un des plus grands festivals au monde, Coachella. Blackpink se produit au Coachella Festival 2019 les 12 avril et 19 avril. Blackpink est d'ailleurs le premier groupe féminin de K-pop à le faire,. Le 9 janvier, YG Entertainment annonce une tournée mondiale pour le groupe sur une durée de deux mois, du 17 avril au 5 juin, et sur trois continents, Amérique du Nord, Europe et Océanie. Blackpink fait ses débuts américains lors du Grammy Artist Showcase d'Universal Music Group, un événement sur invitation uniquement au ROW au Downtown Los Angeles le 9 février. Le groupe apparaît ensuite dans plusieurs émissions de télévision américaines en février, notamment The Late Show with Stephen Colbert et Good Morning America,,. Jisoo fera aussi une courte apparition dans l'épisode sept du drama Arthdal Chronicles.
Le 25 mars 2019, via leur compte Instagram, les Blackpink dévoilent une photo de Lisa annonçant leur comeback le 5 avril avec le titre Kill this Love. Les jours suivants, le groupe dévoile les photos des autres membres, Jennie, Jisoo et Rosé. Le troisième EP de Blackpink, Kill This Love, composé de cinq chansons, Kill this Love, Don't Know What to Do, Kick It, Hope Not, ainsi qu'un remix de Ddu-Du Ddu-Du, sort le 5 avril, avec plus de 900 000 fans en attente, la vidéo de Kill this Love est également mise en ligne. Dès sa sortie, la vidéo bat des records, elle se place au sommet des classements d'iTunes aux États-Unis, une première pour un groupe féminin depuis 15 ans, elle est la plus rapide à atteindre le million de « j'aime » sur YouTube en trente minutes. Le 7 avril, la plateforme de streaming confirme que Kill This Love est le clip vidéo le plus regardé lors des premières 24 h de mise en ligne avec 56,7 millions de vues, détrônant ainsi Ariana Grande avec 55,4 millions de vues en 24 h. Deux jours, 14 h et treize minutes après la sortie du clip vidéo, Kill this Love devient la vidéo YouTube atteignant le plus vite les 100 millions de vues, détrônant ainsi Gentleman de Psy avec 100 millions de vues en deux jours et 19 h. L'EP fait ses débuts à la 25e place sur le Billboard 200, tandis que le single atteint la quarante-et-unième place sur le Billboard Hot 100, devenant ainsi les plus hautes places détenues par un groupe féminin sud-coréen sur les classements du Billboard. Kill this Love parvient à se placer à la soixante-sixième place dans la liste des cents meilleures chansons de 2019, publiée par le personnel de Billboard. De plus Billboard  écrit que « If there were doors remaining for Blackpink to bust through, they were evaporated by the first horn blasts of "Kill This Love", a song that sounds practically biblical in its sonic might. » (« S'il restait des portes pour Blackpink, elles ont été évaporées par les premiers klaxons de Kill This Love, une chanson qui sonne pratiquement biblique dans sa puissance sonore. »). La chanson, Forever Young, publiée sur la face B de l'EP Square Up en 2018, a dépassé 2,5 millions de téléchargements numériques en décembre, ce qui en fait la cinquième chanson du groupe à dépasser ce stade. C'est également leur deuxième chanson à obtenir une certification platine pour des téléchargements numériques par la Korea Music Content Association.
Le 16 octobre, une version japonaise de leur EP Kill This Love est sortie sur le marché japonais. Le groupe s'embarque au Japon pour une variété d'activités promotionnelles, y compris des apparitions sur les programmes de télévision de musique japonaise comme sur l'émission Music Station de TV Asahi et Love Music de Fuji TV. Le 11 novembre le groupe entre dans l'histoire de la K-pop, car, leur vidéo Ddu-Du Ddu-Du dépasse le milliard de vues sur YouTube, soit 515 jours après sa sortie le 15 juin 2018. Ce faisant elles battent également un nouveau record, celui du premier groupe de K-pop à atteindre ce nombre.

### How You Like That, collaborations etThe Album(2020)

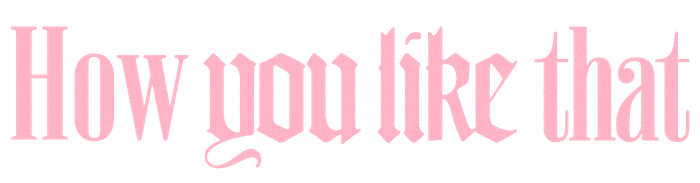
Logo du single How You Like That.

En 2020, Lisa devient mentor de danse dans le « survival », une émission de compétition chinoise Youth with You. En premier lieu, elle se rend en Chine puis finit par donner les cours de danse virtuellement du a la pandémie mondiale de Covid-19. Le 22 avril, il a été confirmé que le groupe figurerait sur le sixième album studio de Lady Gaga, Chromatica, sur la piste intitulée Sour Candy, qui est publiée en tant que single promotionnel le 28 mai. Sur le classement du Billboard Hot 100, la chanson fait ses débuts à la trente-troisième place, donnant à Lady Gaga son vingt-cinquième top 40 et Blackpink son premier. Ce single est devenu leur chanson la mieux placée aux États-Unis à ce jour[Quand ?], ainsi que la chanson la plus élevée d'un groupe féminin de K-pop. En Australie, la chanson a fait ses débuts à la huitième place, devenant la position la plus élevée de Blackpink dans le pays. La chanson est également devenue leur premier single parmi les vingt premiers au Royaume-Uni, débutant à la dix-septième place.

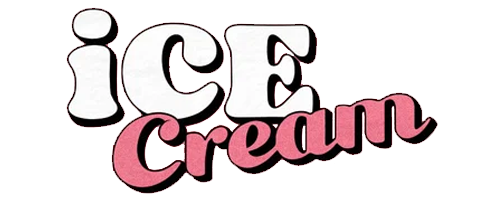
Logo du single Ice Cream

Le 18 mai, YG Entertainment annonce que le groupe sortirait plusieurs singles en « présortie », pour promouvoir leur premier album studio sud-coréen, contenant au moins dix titres, qui sortira en septembre,. Le 2 juin, une autre annonce est faite, celle-ci ne concerne que Rosé, Lisa et Jisoo. En effet après la sortie du premier album studio complet du groupe, chacune d'entre elles publieraient leurs projets solos quand ils seraient prêts, l'album solo de Rosé sera le premier à sortir. Le 10 juin, une affiche aguiche annonce le single de présortie, révélé plus tard sous le titre How You Like that, est sortie sur toutes les plateformes de médias sociaux. Au milieu des préparatifs pour le retour du groupe, YG Entertainment publie un prologue de la nouvelle émission de téléréalité de Blackpink, 24/365 with Blackpink le 13 juin avant son lancement sur YouTube. L'émission documentera le retour du groupe mais aussi de partager leur vie à travers des vlogs. La chanson est publiée numériquement le 26 juin,. La chanson fait ses débuts à la douzième place sur le classement numérique Gaon avec seulement un jour et seize heures de suivi. Après la deuxième semaine la chanson atteint la première place sur les classements numériques, de téléchargements et de streaming de Gaon. How You Like That devient la cinquième chanson de Blackpink à figurer dans le Billboard Hot 100, culminant à la trente-troisième place. La chanson How You Like That a déjà battu plusieurs records, le record de la vidéo la plus visionnée en 24 h sur YouTube et la vidéo la plus visionnée en 24 h pour un groupe de K-pop,. En tout le clip vidéo a battu cinq Guinness World Records et la chanson s'est classée première dans le Top 10 mondial des chansons de l'été 2020 sur YouTube Music,.
Le 23 juillet, YG Entertainment publie une affiche aguiche pour un nouveau single en collaboration avec un artiste anonyme, qui devrait sortir en août,. Par la suite Blackpink dévoile le titre de la chanson, la date de sortie et l'artiste avec lequel le groupe devra l'interpréter. La chanson s'intitule Ice Cream, elle sortira le 28 août et sera chantée avec Selena Gomez. Le 28 juillet, le groupe annonce que son premier album studio coréen, intitulé The Album, sortirait le 2 octobre. Ice Cream fait ses débuts et culmine à la treizième place du Billboard Hot 100, ce qui en fait la chanson la mieux classée de Blackpink dans le classement. Le 30 août 2020, Blackpink est entré dans l'histoire en tant que premier girl group de K-pop à remporter un VMA dans la catégorie de la chanson de l'été avec How You Like That. Le 8 septembre, Netflix et Blackpink ont annoncé le nouveau documentaire Blackpink: Light Up the Sky qui sortira le 14 octobre. Ce documentaire couvre les quatre années écoulées depuis les débuts de Blackpink en 2016, comprenant des séquences vidéo de leurs jours de formation, de leurs vies quotidiennes et des coulisses et d'interviews avec les membres. Blackpink sort son premier album studio sud-coréen, The Album, avec Lovesick Girls comme troisième et principal single le 2 octobre. Avant la première vidéo exclusive de leur clip vidéo Lovesick Girls, seulement quinze minutes avant minuit (ET), Blackpink figurait dans la nouvelle émission musicale de YouTube Originals, Released, en tant qu'artiste vedette de l'émission. Cette émission comprend des moments non filtrés du groupe.

### Débuts solo Rosé et Lisa, projets «4+1» (2021)
En janvier 2021, YG Entertainment annonce les débuts en solo de Rosé pour mars 2021 avec le mini album -R-. Blackpink révèle sa collaboration avec YouTube Music pour son premier concert en livestream. L'événement en direct, intitulé The Show, devait initialement avoir lieu le 27 décembre 2020, mais est reporté au 31 janvier 2021 en raison des nouvelles réglementations concernant la Pandémie de Covid-19 en Corée du Sud. Le concert présente les toutes premières performances en direct de plusieurs chansons de The Album, ainsi que de la chanson Gone de Rosé, tirée de son premier album solo -R-. Plus de 280 000 personnes achète des abonnements pour accéder au concert en ligne.
En avril 2021, le label du groupe annonce que la prochaine membre à faire ses débuts en solo sera Lisa.
Le 2 juin 2021, Universal Music Japan annonce que le groupe sortira une version japonaise de The Album le 3 août 2021. Cette version comprend les versions japonaises de How You Like That, Pretty Savage, Lovesick Girls et You Never Know. Elle est disponible en 12 éditions physiques différentes. Le 15 juin 2021, YG Entertainment confirme le lancement d'un nouveau projet, appelé « 4+1 », pour célébrer le cinquième anniversaire des débuts du groupe. Le lendemain, la future sortie en salles de Blackpink : The Movie est annoncée : il s'agit d'un film documentaire avec du contenu inédit, des interviews et des performances en direct, prévu pour le 4 août 2021. En août de la même année, il est annoncé que le contenu du projet comprend, avec le lancement du film, un album photo exclusif, l'incorporation du groupe à la plateforme web Weverse, l'édition 2021 du DVD Summer Diary et un pop-up store à Séoul appelé « Blackpink Pop-Up ».
Deux semaines après sa sortie, il est annoncé le 17 août 2021 que Blackpink : The Movie devient le film événementiel le plus rentable de 2021, avec un total brut de 4,8 millions de dollars levé dans un peu moins de 100 pays, projeté dans plus de 3 400 cinémas et dans des formats spéciaux tels que ScreenX, 4DX et 4DX Screen. Il est numéro 1 au box-office lors de sa première semaine au Mexique, no 3 en Turquie et no 6 aux États-Unis.
Fin août 2021, YG Entertainment poste une affiche teaser annonçant les débuts de Lisa en solo. Son premier album solo, intitulé LALISA, sort le 10 septembre. Début septembre 2021, YG Entertainment annonce que Jisoo apparaîtra dans le drama Snowdrop des réalisateurs Ji Hyun-tak et Yoo Hyun-mi, où elle jouera le rôle d'Eun Yeong-ro,.

### Born Pinket deuxième tournée mondiale (2022-2023)
Le 6 juillet 2022, YG Entertainment confirme le retour de Blackpink en août ainsi que la préparation d'une tournée mondiale qui débutera fin 2022. Il s'agira du premier album coréen depuis la sortie de leur album studio The Album en 2020.
Le 22 et 23 puis le 29 et 30 juillet 2022, Blackpink, modélisées en avatar 3D, dévoilent le concert [THE VIRTUAL] à l'occasion de leur partenariat avec le jeu vidéo PUBG Mobile. Lors de leur concert le 29 juillet, le groupe dévoile une chanson Ready For Love. Le 1er août 2022, YG Entertainment annonce que le groupe fera son retour le 19 août avec la sortie d'une première chanson Pink Venom de leur futur album studio Born Pink,. Leur tournée mondiale débutera à Séoul le 15 octobre 2022.
Le 29 août 2022, le groupe se rend aux États-Unis, dans la ville de Newark, pour assister aux VMA 2022 et performer leur nouvelle chanson Pink Venom. Elles remportent le prix de la catégorie « meilleure performance métavers » pour leur concert [THE VIRTUAL], et grâce à son album solo, Lisa remporte le prix de la catégorie « meilleure chanson de K-pop »,. Le 16 septembre 2022, Blackpink dévoilent son second album studio, Born Pink, avec Shut Down comme chanson principal, dont le clip vidéo sort le jour-même. L'album est composé de 8 musiques : Pink Venom, Shut Down, Typa Girl, Yeah Yeah Yeah, Hard to Love, The Happiest Girl, Tally et Ready for Love. Il mélange plusieurs genres musicaux comme la pop, le hip-hop, l'EDM, le pop rock, l'Indie pop, la musique classique et le disco,.
Le 15 octobre 2022, lors de leur premier concert à Séoul, Jennie interprète une chanson inédite intitulée You and Me.

### Renouvellement de contrat, projets en solo et troisième tournée mondiale (2023-)
Le 28 janvier 2023, Blackpink participe aux Gala des Pièces Jaunes sur France 2, un concert enregistré au Zénith de Paris, qui permet de collecter des dons destinés à l’amélioration des conditions d’hospitalisation des enfants et des adolescents malades. Présidente de la Fondation des Hôpitaux, Brigitte Macron se rend au concert du groupe les 11 et 12 décembre pour les convaincre de venir se produire pour l'opération Pièces Jaunes, ce qu'elles acceptent immédiatement,.
Le 5 mars 2023, Jisoo révèle dans une publication mystérieuse sur son compte Instagram qu'elle sortira son premier solo le 31 mars 2023. L'album est composé de deux titres, Flower, la chanson principale, aux sonorités pop et trap et All Eyes on Me, une chanson EDM et dance-pop. L'album eut un grand succès : le jour suivant sa sortie, l'album s'était écoulé à 875 149 d'exemplaires, en plus des 1,24 million de précommandes qu'il avait enregistré, un record en tant qu'artiste féminine solo de K-pop,. La chanson Flower a réussi, quant à elle, à atteindre la deuxième place sur le classement "Global 200" de Billboard.
Le 10 janvier 2023, le festival américain Coachella a annoncé sur les réseaux sociaux, sa liste officielle des artistes qui participeraient à l'évènement : Blackpink, qui avait déjà participé en 2019, fait son grand retour en tant que tête d'affiche. Elles se sont produites le 15 avril et le 22 avril, devant une foule de plus de 300 000 personnes et ont interprété une vingtaine de chansons. Chacune des membres ont pu également se produire avec leurs solos devant les festivaliers,.
Le groupe, dans le cadre de sa tournée mondiale 2022-2023 Born Pink World Tour Encore, donne un nouveau concert le 15 juillet 2023 au Stade de France situé à Saint-Denis près de Paris, réunissant près de 55 000 spectateurs (c'est la toute première fois qu'un groupe de K-pop féminin se produisait dans un stade en Europe).
Le 5 décembre 2023, YG Entertainment confirme que les quatre membres de Blackpink ont renouvelé leurs contrats pour les activités du groupe et ont promis un nouvel album et une tournée mondiale à venir,. Par la suite, Jennie, Jisoo, Lisa et Rosé se lancent toutes dans des projets solo sous différents labels. Le 21 juillet 2024, le fondateur de YG Entertainment, Yang Hyun-suk, confirme le retour de Blackpink en 2025 et une tournée mondiale dans une vidéo détaillant les projets à venir du label.
Le 5 février 2025, Blackpink publie la première vidéo teaser de leur prochaine tournée. Le 19 février 2025, le groupe annonce les dates de sa tournée mondiale qui débutera le 5 juillet au stade de Goyang, en Corée du Sud, avant de se rendre dans des stades d'Amérique du Nord et d'Europe, dont le stade de Wembley de Londres, ce qui en fait le premier groupe de filles de K-pop à se produire dans cette enceinte. La tournée comporte également des escales à Paris les 2 et 3 août.
Le 3 mai 2025, Lisa annonce que le troisième album de Blackpink sera bientôt disponible. Le 16 mai 2025, le titre de la tournée est révélé sous le nom de Deadline World Tour. Blackpink présente le single Jump lors du premier concert de la tournée à Goyang. Le 11 juillet 2025, le morceau est officiellement publié par YG Entertainment dans le cadre d'un nouveau partenariat de distribution avec The Orchard, en remplacement de l'ancien distributeur du groupe, Interscope Records.

## Philanthropie, influence et fan club

### Accomplissements
En janvier 2019, le clip vidéo de Ddu-Du Ddu-Du est devenu le clip vidéo le plus regardé d'un groupe sud-coréen, dépassant DNA de BTS. En novembre, la vidéo a dépassé le milliard de vues. En septembre 2020, Blackpink est devenu le groupe de musique avec le plus grand nombre d'abonnés sur YouTube après avoir dépassé le groupe One Direction. En 2019, Blackpink figurait sur le Time 100 Next du magazine Time, une liste de cent stars émergentes, lancée cette année-là,. Le 22 novembre, Blackpink a atteint 9 604 061 abonnés sur Spotify, dépassant Fifth Harmony et Little Mix, battant ainsi le record du groupe de filles le plus suivi,. Forbes Korea Power Celebrity a nommé Blackpink comme le girls band le plus influent de Corée du Sud en 2019 et le troisième girls band le plus influent de Corée du Sud en 2020. En septembre 2021, Blackpink devient l'artiste musical avec le plus d'abonnés sur YouTube dépassant Justin Bieber.

### Philanthropie
En décembre 2018, Blackpink a fait don de son prix des Elle Style Awards 2018 d'une valeur de vingt millions de wons, soit environ 16 630 dollars américains, à des ménages monoparentaux à faible revenu en Corée du Sud. En avril 2019, Blackpink a fait un don de quarante millions de wons, soit environ 33 300 dollars américains, à la Hope Bridge Association of the National Disaster Relief pour les victimes de l'incendie de Sokcho en Corée du Sud. En septembre 2019, Lisa a fait don de cent-mille bahts, environ 3 000 dollars, pour aider les victimes des inondations de mousson dans sa ville natale de Buriram, en Thaïlande,.
En avril 2020, Blackpink et plusieurs artistes comme Billie Eilish et Ariana Grande, ont produit avec l'entreprise Bravado affiliée à Universal Music Group, des masques hygiéniques. Tous les profits ont été versés à l'œuvre caritative de la Fondation MusiCares, une organisation philanthropique qui fournit de l'argent et des services aux musiciens en cas d'urgence ou de crise. Le 9 décembre 2020, Blackpink a rejoint la campagne de sensibilisation au changement climatique, avec la publication d'une vidéo dans laquelle les membres parlent de l'importance de la question, dans le cadre de la Conférence des Nations unies sur le changement climatique.
Le 25 février 2021, le groupe est officiellement nommé ambassadrices de la Conférence des Nations unies sur le changement climatique (COP26), lors d'une cérémonie à la résidence de l'ambassadeur britannique Simon Smith à Séoul, où elles y ont reçu une lettre écrite par le Premier ministre du Royaume-Uni, Boris Johnson. « Votre récente vidéo sur l'action climatique a été un énorme succès, vue par plus de 10 millions de personnes sur les réseaux sociaux. Le changement climatique est le problème le plus important de notre époque, et c'est formidable que vous ayez choisi ce moment pour prêter votre voix à ce problème critique », a déclaré Johnson. Le 8 juillet 2021, à la suite de l'annonce de la collaboration entre Blackpink et Starbucks en Thaïlande pour le lancement de produits exclusifs, il a été annoncé qu'une partie des bénéfices irait au soutien du dévouement et de l'engagement du personnel médical affecté dans la lutte contre la pandémie de COVID-19 en Thaïlande, par l'intermédiaire de la Croix-Rouge du pays. Le 5 août 2021, et à la suite de l'incorporation de Blackpink au réseau social Weverse, le groupe lance une série de produits fabriqués écologiquement dans le cadre de leur engagement envers l'environnement, via la boutique en ligne Weverse Shop. Le 14 septembre 2021, Lisa annonce participer à la campagne Happybean de Naver pour aider les jeunes défavorisés dans les zones négligées en matière d'éducation. Le 18 septembre 2021, l'Organisation des Nations unies ont nommé Blackpink comme l'un des « défenseurs des objectifs de développement durable » qui les aideront à sensibiliser aux causes mondiales et à jeter les bases d'une planète prospère, pacifique et durable d’ici 2030.

### Fan club

Logo de Blink, le fan club officiel du groupe.

Le 17 janvier 2017, Blackpink nomme son fan club « Blink », un mot-valise entre « Black » (« Noir ») et « Pink » (« Rose »).

## Partenariats commerciaux

### Mode et publicité
En mai 2017, Blackpink devient ambassadeur auprès d'Incheon Main Customs,. Le groupe a approuvé et collaboré avec plusieurs marques haut de gamme, notamment Puma, Reebok pour les Reebok Classic, Louis Vuitton, Adidas, Dior Cosmetics, Moonshot, St. Scott London, Shibuya 109, Tokyo Girls Collection x Cecil McBee et Sprite Korea,,,. Le 28 juillet 2018, Blackpink se classe premier en termes de réputation de marque, sur la base d'une analyse de l'Institut de recherche sur la réputation en Corée, dépassant ainsi les préférences pour certains autres groupes comme BTS, Wanna One ou encore Twice. En novembre de la même année, c'est pour la plateforme de commerce électronique singapourienne Shopee, que le groupe devient ambassadeur.
En 2020, chaque membre obtient un partenariat avec de grandes maisons de coutures ou de parfums. Jisoo est choisie pour être l'ambassadrice de la marque de luxe Dior, Rosé devient l'une des égéries publicitaires d'Yves Saint Laurent,, Lisa est la nouvelle image publicitaire de la marque Celine ainsi que l'ambassadrice de la marque Bulgari et Jennie se voit attribuer le titre d'ambassadrice pour la marque Chanel,,. De plus, le numéro de mars du magazine Billboard a été publié avec cinq couvertures, une du groupe et quatre individuelles. Elles sont devenues le premier groupe féminin de K-pop à faire la une de ce magazine. Le 8 juillet 2021, la collaboration de Blackpink avec la chaîne internationale de vêtements H&M est dévoilée, pour le lancement d'une collection complète de merchandising dans la plupart des continents où le magasin est présent, qui comprend des t-shirts, des sweat-shirts, robes, jupes et accessoires.

### Jeux vidéo

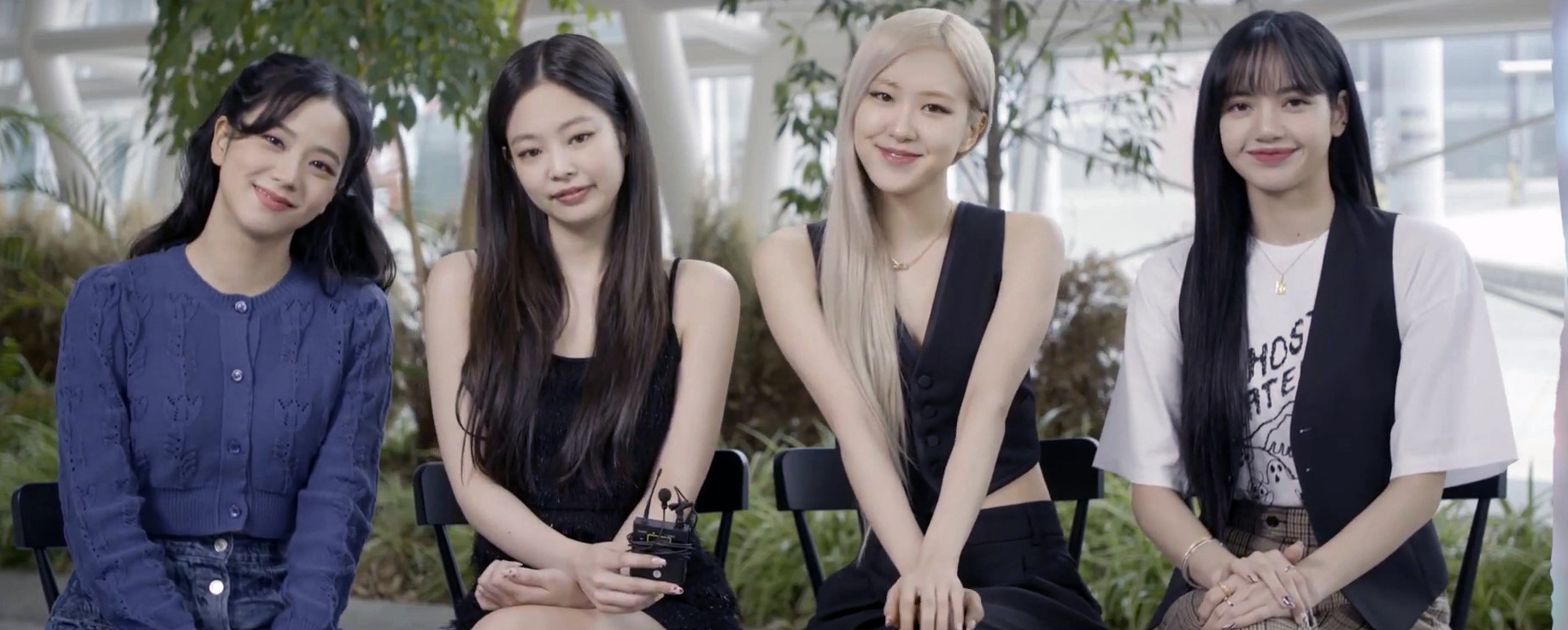
Blackpink dans la vidéo promotionnelle de PUBG Mobile le 21 mars 2021.

En avril 2017, est créé le jeu BeatEVO YG, dans lequel tous les artistes de YG Entertainment apparaissent. En octobre 2020, la société signe avec DalcomSoft pour lancer un nouveau jeu de rythme dans le cadre de la série SuperStar, intitulé SuperStar YG.
En septembre 2020, le groupe s'associe au célèbre jeu de bataille royale PUBG Mobile, un jeu en ligne créé par Tencent Games, pour y lancer du contenu collaboratif, des événements pour les fans et l'ajout de leur chanson How You Like That dans le lobby du jeu. Le groupe fait également partie de plusieurs éditions du jeu de danse populaire Just Dance, qui comprend leurs chansons Ddu-Du Ddu-Du pour Just Dance 2019, Kill this Love pour Just Dance 2020, Ice Cream pour Just Dance 2021, et Boombayah pour Just Dance 2022,,. En commémoration de la sortie de la version japonaise de The Album en juin 2021, YG Entertainment, en collaboration avec Krunk, un personnage de la même société, lance un site web sur le thème de la réalité virtuelle avec du contenu de Blackpink : jeux en ligne, magasin virtuel, sections spéciales pour les fans, entre autres.
Dans le cadre de la commémoration du cinquième anniversaire de Blackpink, le 4 août 2021, une nouvelle collaboration est annoncée avec le jeu en ligne PUBG Mobile. Deux jours plus tard, le 6 août 2021, l'Island In Your Area est officiellement lancée au sein du jeu vidéo Animal Crossing : New Horizons sur Nintendo Switch. Cette nouvelle mise à jour du jeu propose un espace thématique de Blackpink avec, par exemple, différentes références au groupe, des espaces pour écouter leur musique, les loges des membres.
Le 23 août 2023, Blackpink the Game sort un M/V intitulé The Girls. En deux mois, le M/V compte plus de 62 millions de vues.

## Membres
| Image | Nom de scène | Nom de scène | Nom de naissance                      | Nom de naissance | Date de naissance | Nationalité    | Positions                                                                   |
| Image | Romanisé     | Coréen       | Romanisé                              | Coréen Thaï      | Date de naissance | Nationalité    | Positions                                                                   |
| ----- | ------------ | ------------ | ------------------------------------- | ---------------- | ----------------- | -------------- | --------------------------------------------------------------------------- |
|       | Jisoo        | 지수         | Kim Ji-soo                            | 김 지수          | 3 janvier 1995    | Sud-coréenne   | Chanteuse secondaire, danseuse, visuelle, unnie (la plus âgée)              |
|       | Jennie       | 제니         | Kim Jennie                            | 김 제니          | 16 janvier 1996   | Sud-coréenne   | Rappeuse principale, chanteuse secondaire, danseuse                         |
|       | Rosé         | 로제         | Park Chae-young (Roseanne Park)       | 박 채영          | 11 février 1997   | Néo-Zélandaise | Chanteuse principale, danseuse secondaire                                   |
|       | Lisa         | 리사         | Pranpriya Manobal puis Lalisa Manobal | ลลิษๅ มโนบๅล      | 27 mars 1997      | Thaïlandaise   | Danseuse principale, rappeuse secondaire, chanteuse, maknae (la plus jeune) |

## Discographie

### Albums studio
- 2020 : The Album
- 2022 : Born Pink

### EP
- 2018 : Square Up
- 2019 : Kill This Love

## Vidéographie

### Web-séries
- 2018 : Blackpink House (V Live/YouTube/JTBC2)[223]
- 2018 : YG Future Strategy Office (Netflix)[note 4],[224]
- 2018 : Blackpink X Star Road (V Live)[225]
- 2019 : Blackpink Diaries (V Live/YouTube)
- 2020 : 24/365 with Blackpink (YouTube)[226]
- 2020 : Released (YouTube Originals)[128]

### Documentaires
- 2020 : Blackpink: Light Up the Sky (Netflix)[126]
- 2021 : Blackpink : The Movie (Disney+)[136]

## Tournées et concerts

### Tournées en tête d'affiche
- 2018 : Blackpink Arena Tour
- 2018-2020 : In Your Area World Tour
- 2022-2023 : Born Pink World Tour
- 2025-2026 : Deadline World Tour

### Concerts en tête d'affiche
- 2017 : Blackpink Japan Premium Debut Showcase
- 2019 : 2019 Private Stage [Chapter 1]
- 2021 : YG Palm Stage ― 2021 Blackpink: The Show
- 2022 : Blackpink: The Virtual